# Nowe Mistrzewice
Nowe Mistrzewice [ˈnɔvɛ mistʂɛˈvit͡sɛ] est un village polonais de la gmina de Młodzieszyn dans le powiat de Sochaczew et dans la voïvodie de Mazovie.
Il se situe à environ 3 kilomètres à l'est de Młodzieszyn, à 9 kilomètres au nord de Sochaczew et à 54 kilomètres à l'ouest de Varsovie.